# Jesús en el judaisme
Jesús en el judaisme defineix el punt de vista del judaisme sobre Jesús de Natzaret. L'opinió del judaisme sobre el Messies difereix substancialment de la idea cristiana del Crist. En el concepte jueu, la tasca del Messies és preparar l'era messiànica. Un presumpte Messies que mor abans de completar la tasca, és a dir, obligar tots els israelites a seguir en el camí de la Torà, la reparació de les violacions, la lluita contra les guerres religioses, la construcció del Temple al seu lloc i l'agrupació dels exiliats d'Israel, no pot ser el Messies. Maimònides va dir: "Però si ell no va tenir èxit en tot això i va ser assassinat, ell no és el Messies promès de la Torà... i Jehovà només el va nomenar per posar a prova les masses."

## Arguments del judaisme
Els jueus creuen que el Messies havia de complir les profecies dels profetes Isaïes i Ezequiel:
- Serà un descendent del rei David, Isaïes 11:1-10.
- S'espera que faci tornar tots els jueus a la seva pàtria, Isaïes 11:11-12, 27:12 i 43:5-6.
- Reconstruirà el tercer Temple de Jerusalem, Ezequiel 37:26-28.
- Regnarà com a Rei d'Israel, Isaïes 32:1.
- Marcarà el començament d'una era de pau, Isaïes 2:4.
- Complirà que "el coneixement de Déu" ompli la terra, Zacaries 14:9.
- Redimirà els jueus (Ezequiel).

Per tant, qualsevol jueu pensa que Jesús mai va regnar com a rei i no hi va haver una posterior era de pau o un gran coneixement de Déu. Jesús va morir sense completar cap d'aquestes profecies, i fins i tot ni part del compliment de qualsevol de les seves tasques messiàniques. En lloc de ser redimits, els jueus van ser expulsats d'Israel i el seu Temple va ser posteriorment destruït. Aquestes diferències les van observar els erudits jueus que van ser contemporanis de Jesús, com més tard va assenyalar Nahmànides, que l'any 1263 va observar que Jesús va ser rebutjat com el Messies pels rabins del seu temps.
A més, d'acord amb les creences del judaisme, els cristians que afirmen que Jesús és el Messies del text hebreu de la Bíblia es basen en errors de traducció, i Jesús no va complir els requisits per ser el Messies jueu.
Tanmateix, no totes les autoritats rabíniques tradicionals veuen a Jesús en termes negatius. Maimònides va escriure que Jesús va ajudar a "aplanar el camí" pel futur i veritable Messies, mitjançant la introducció dels conceptes bàsics del judaisme als gentils. Rabí Jacob Emden considera a Jesús un home just, però no un Messies.
La creença en la Santíssima Trinitat, així com moltes altres doctrines centrals cristianes contradiu el pensament jueu, com per exemple:
- Que Déu tingui un fill en forma humana;
- Que sigui intermediari entre l'home i Déu;
- Que una persona pugui ser salvada per la mort i la sang d'una altra persona;
- Que la creença en la divinitat de Jesús pugui salvar una persona de la condemnació;
- Que les lleis de la Torà puguin ser (o hagin estat) revocades per Jesús, possibilitat també considerada com incompatible amb el judaisme.

Un dels principis de la fe del judaisme és l'afirmació d'un únic Déu, sense cap intermediari o associat, i això és incompatible amb la creença en la divinitat de Jesús de Natzaret, o part de la divinitat del fill de Déu.
- "La cristologia de l'església i totes les doctrines en relació amb el Fill de Déu, que va morir a la creu per salvar la humanitat del pecat original mitjançant la seva mort, és incompatible amb la doctrina jueva, i trenca amb el judaisme que la va precedir".[2]
- "A part de la seva creença en Jesús com a Messies, el cristianisme ha canviat molts dels conceptes més fonamentals del judaisme".[3]
- "La doctrina de Jesús va ser i seguirà sent aliè al pensament religiós jueu.[4]

## Nahmànides i la controvèrsia de Barcelona
L'any 1263, Nahmànides, rabí de Girona i posteriorment el gran rabí de Catalunya, rep l'ordre del rei Jaume I d'Aragó de prendre part en el contenciós públic amb Pau Cristià, un jueu convertit al catolicisme. Pau Cristià va ser empès a abandonar el judaisme i a convertir-se al cristianisme. Confiat, va assegurar al rei que ell podia demostrar la veritat del cristianisme en el Talmud i en altres escrits Rabínics. Nahmànides es presentà a les ordres del rei, qui li va garantir la plena llibertat d'expressió. Durant quatre dies, del 20 al 24 de juliol de 1263, va debatre amb Pau Cristià en presència del rei, de la cort i de molts dignataris eclesiàstics. Com que a Bonastruc sa Porta li concediren plena llibertat de paraula va dir que el Messies encara havia d'arribar i va refutar els arguments de Pau Crestià sobre que quedava abolida la llei jueva amb el naixement de Jesús, demostrant també que Jesús era hebreu i la seva doctrina com una reforma o concreció de la Torà. Bonastruc és considerat el "guanyador" en aquesta disputa i per això s'hagué d'exiliar.